# Eptesicus kobayashii
Eptesicus kobayashii és una espècie de ratpenat de la família dels vespertiliònids. Viu a Corea del Nord i Corea del Sud. No se sap gaire cosa sobre el seu hàbitat i la seva ecologia. Es desconeix si hi ha cap amenaça significativa per a la supervivència d'aquesta espècie.